# 魯秀
魯 秀（ろ しゅう、生年不詳 - 454年）は、中国の南北朝時代の軍人。小字は天念。本貫は扶風郡郿県。

## 経歴
魯軌の七男として生まれた。策略の持ち主で、才能と実力は兄の魯爽に勝るとも評価されていた。北魏の太武帝の宿衛として仕え、その知遇を得た。北魏の高涼王拓跋那が柔然の包囲を受けると、魯秀は救援に赴き、太武帝もその後詰めとして続いた。太武帝が到着しないうちに、魯秀は柔然軍を撃破して、拓跋那を救い出した。その功績により中書郎に任じられ、広陵侯に封じられた。鄴の民衆が反乱を計画していると太武帝に告げた者があり、太武帝は検察を鄴に派遣し、あわせて後趙の石虎時代の宮殿跡を焼かせた。このとき魯秀は病のために帰還が遅れ、太武帝の譴責を受けた。
元嘉27年（450年）、太武帝が南征の軍を起こすと、魯秀もこれに従軍した。元嘉28年（451年）、魏軍が瓜歩から撤退をはじめると、魯秀は兄の魯爽とともに南朝宋に帰順し、輔国将軍・滎陽潁川二郡太守に任じられた。南平王劉鑠の下で参右軍軍事・汝陰内史をつとめた。
元嘉29年（452年）、魯爽らとともに4万の兵を率いて、許昌・洛陽方面に進出した。北魏の豫州刺史の拓跋僕蘭の襲撃を受けたが、魯秀は自ら奮戦して撃退した。
元嘉30年（453年）、劉劭が文帝を殺害したとき、魯秀は建康にいたため、やむなく劉劭に従った。右軍将軍の号を受けて、5000の兵を与えられ、新亭塁を攻撃するよう命じられた。戦いが始まろうとしたとき、魯秀は退却の軍鼓を打って戦闘を回避した。孝武帝に降伏して、左軍将軍の号を受けた。11月、都督司州豫州之新蔡汝南汝陽潁川義陽弋陽六郡諸軍事・輔国将軍・司州刺史に任じられ、汝南郡太守を兼ねた。
孝建元年（454年）2月、兄の魯爽が反乱を起こすと、魯秀も従って起兵し、劉義宣から征虜将軍の号を受けた。雍州刺史の朱修之を襄陽に攻撃したが、敗退した。益州刺史の劉秀之が江陵を攻撃してくると、魯秀はこれを撃退した。6月、劉義宣が敗れて江陵に戻ってくると、魯秀は劉義宣とともに北魏に亡命するべく北に向かった。しかし部下が次々と離反したため、江陵に向かって引き返し、矢に当たり水に入って死んだ。宗敬叔と康僧念に首を斬られて、首級は建康に送られた。

## 伝記資料
- 『宋書』巻74 列伝第34
- 『南史』巻40 列伝第30